# Ambasciatori sassoni in Baviera
L'ambasciatore sassone in Baviera era il primo rappresentante diplomatico della Sassonia (già dell'Elettorato di Sassonia, già Regno di Sassonia) in Baviera.
Le relazioni diplomatiche tra i due paesi ebbero inizio nel 1676 e terminarono nel 1930.

## Elettorato di Sassonia

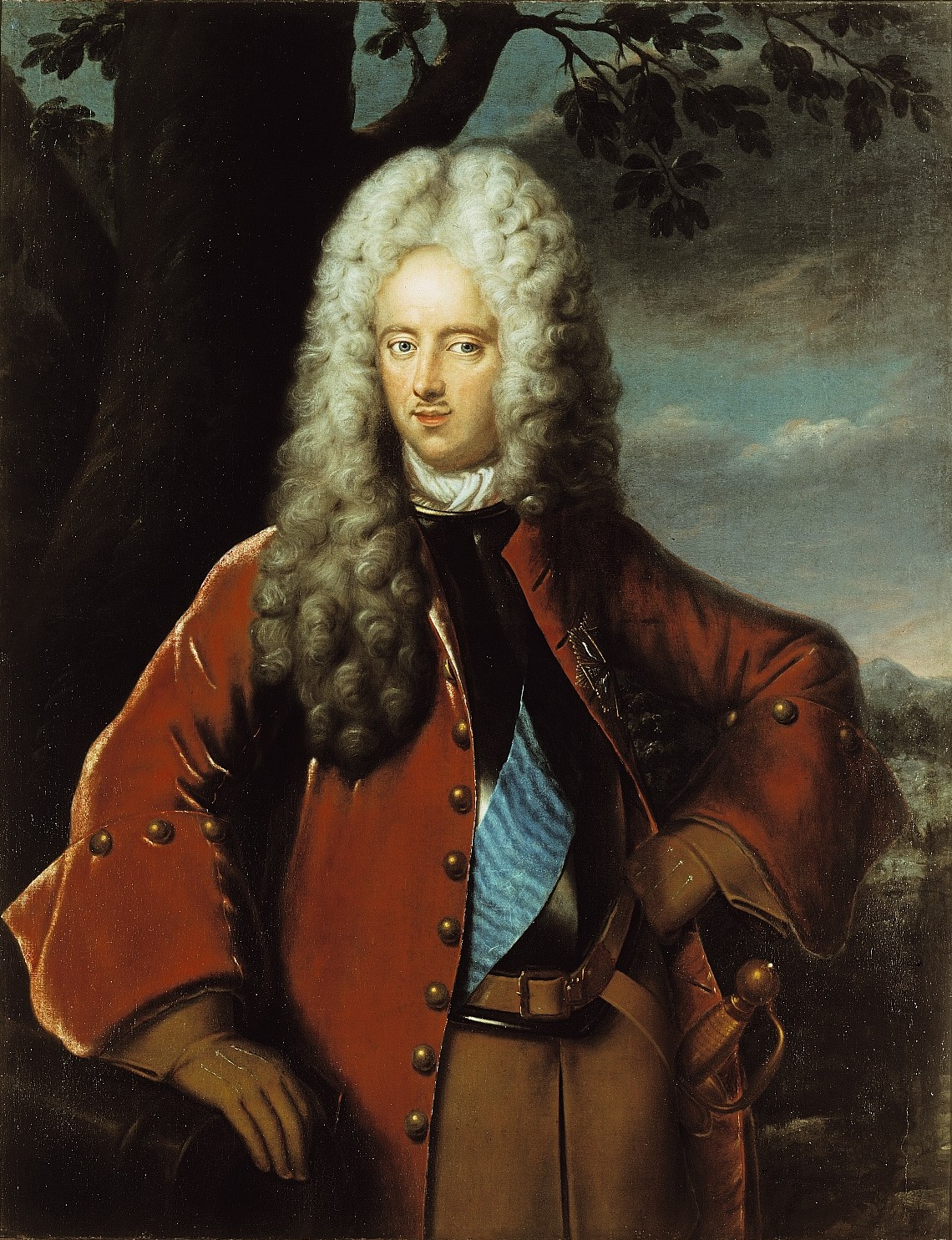
Joseph Anton Gabaleon von Wackerbarth-Salmour

- 1723–1727: Joseph Anton Gabaleon von Wackerbarth-Salmour
- 1727–1731: Gabriel von der Lieth (Chargée d'affaires)
- 1733–1733: Friedrich Carl von Watzdorf

1733–1739: vacante
- 1740–1741: Johann Adolph von Loß
- 1741–1741: Christian von Loß
- 1741–1742: Heinrich von Bünau
- 1745–1745: Christian von Loß
- 1745–1748: Nikolaus Willibald von Gersdorff
- 1749–1751: Ludwig Siegfried Vitzthum von Eckstädt
- 1752–1764: August Heinrich Gottlob von Callenberg

## Regno di Sassonia
- 1802–1832: Karl von Einsiedel
- 1832–1842: Rudolf von Könneritz
- 1842–1846: Friedrich Ferdinand von Beust
- 1846–1850: Karl Adolf von Hohenthal-Knauthain
- 1850–1864: Carl Gustav Adolf von Bose
- 1864–1866: Hans von Könneritz
- 1867–1874: Richard von Könneritz
- 1874–1898: Oswald von Fabrice
- 1898–1914: Heinrich August von Friesen
- 1914–1918: Robert von Stieglitz

## Libero stato di Sassonia
- 1918–1923: Maximilian von Dziembowski

1923–1925: Interruzione delle relazioni diplomatiche
- 1925–1927: Johannes Georg Schmidt

1927–1928: vacante
- 1928–1930: Johannes Erich Gottschald

1930: Scioglimento dell'ambasciata